# Franz Horr
Franz Horr (* 16. April 1913 in Wien; † 6. Jänner 1974 ebenda) war ein österreichischer sozialdemokratischer Politiker und Präsident des Wiener Fußballverbandes.
Franz Horr erlernte nach vier Klassen Volksschule und vier Klassen Mittelschule den Beruf des Tischlers. Von 1931 bis 1940 war er als Hilfsarbeiter und Tischler tätig. 1934 wurde er Mitarbeiter bei den Revolutionären Sozialisten Österreichs und blieb dies bis zum "Anschluss". 1946 stellte ihn der Österreichische Gewerkschaftsbund (ÖGB) an, 1964 wurde er Präsident der Kammer für Arbeiter und Angestellte in Niederösterreich. Darüber hinaus war er Bezirksparteivorsitzender der SPÖ Baden und stellvertretender Landesparteivorsitzender der SPÖ Niederösterreich.
Von 1953 bis zu seinem Tod war Franz Horr Abgeordneter zum Nationalrat und ab 1972 auch Präsident des Wiener Fußballverbandes. Das im August 1982 eröffnete Stadion am Laaer Berg, das die neue Heimstätte der Wiener Austria wurde, trug bis Ende 2010 seinen Namen.
Im Jahr 2011 wurde in Wien-Favoriten (10. Bezirk) vor dem Eingang zu diesem nunmehr Generali Arena genannten Stadion der Horrplatz nach ihm benannt.